# Elisabeth Waldheimová
Elisabeth „Sissy“ Waldheimová (rozená Ritschel; 13. dubna 1922 Vídeň – 28. února 2017 Vídeň) byla rakouská politička, manželka generálního tajemníka OSN a rakouského prezidenta Kurta Waldheima. V letech 1986–1992 zastávala funkci první dámy Rakouska.

## Život

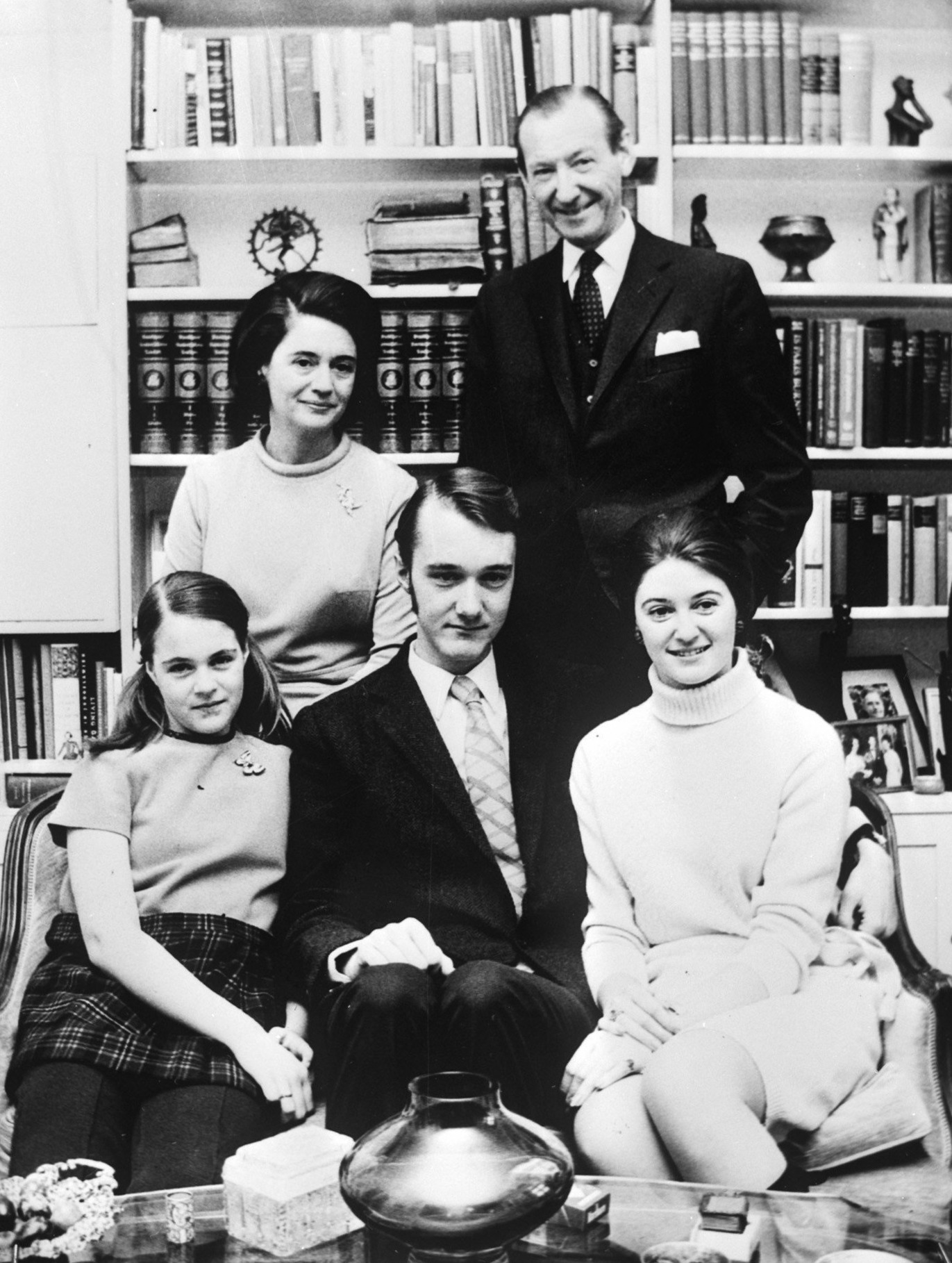
Elisabeth Waldheimová s rodinou kolem roku 1971

Narodila se ve Vídni do rodiny Wilhelma Ritschela a jeho ženy Hildegardy jako nejstarší ze tří sester. Její dědeček z otcovy strany byl vojenským úředníkem císařské armády. Po pádu Rakouska-Uherska se stal podnikatelem. Jméno dostala po rakouské císařovně stejného jména, jež byla též přezdívána „Sissy“.
Rozhodla se studovat práva na Vídeňské univerzitě, kde se poprvé setkala s Kurtem Waldheimem. Dne 19. srpna 1944, v době druhé světové války, se manželé ve Vídni vzali. V roce 1945 se jim narodila první dcera Lieselotte. Podle nekrologu jejího manžela v New York Times „byla zapálenou nacistkou, která se před válkou zřekla své římskokatolické víry a vstoupila do Svazu německých dívek, což byla obdoba Hitlerjugend pro mladé ženy. Jakmile byla dostatečně stará, požádala o členství v nacistické straně a v roce 1941 byla přijata“.
Vzdala se svého zaměstnání, aby mohla podporovat diplomatickou a politickou kariéru svého manžela, který se stal rakouským ministrem zahraničí a generálním tajemníkem OSN. V roce 1986 byl zvolen rakouským prezidentem a ona se stala první dámou Rakouska. Manželé měli spolu celkem tři děti: dcera Lieselotte Waldheimová-Naturalová pracuje pro OSN, dcera Christa Waldheimová-Karasová se stala umělkyní (je provdána za Othmara Karase, rakouského poslance Evropského parlamentu) a syn Gerhard Waldheim je investičním bankéřem. Hovořila německy, anglicky a francouzsky. Zemřela 28. února 2017 ve věku 94 let.